# Discografia degli A Skylit Drive
Questa è la discografia degli A Skylit Drive, gruppo musicale statunitense formatosi nel 2005 a Lodi, in California.
Al 2015 il gruppo ha pubblicato un EP, un DVD, un album acustico e cinque album in studio: Wires... and the Concept of Breathing (2008), Adelphia (2009), Identity on Fire (2011), Rise (2013) e ASD (2015).

## Album

### Album in studio
| Anno | Titolo | Posizioni in classifica | Posizioni in classifica | Posizioni in classifica | Posizioni in classifica |
| Anno | Titolo | US                      | US Indie                | US Alt.                 | US Rock                 |
| ---- | --- | ----------------------- | ----------------------- | ----------------------- | ----------------------- |
| 2008 | Wires... and the Concept of Breathing - Pubblicato: 21 maggio - Etichetta: Tragic Hero Records - Formato: CD, LP, download digitale | 171                     | 20                      | —                       | —                       |
| 2009 | Adelphia - Pubblicato: 9 giugno - Etichetta: Fearless Records - Formato: CD, download digitale                                      | 64                      | 11                      | 19                      | 24                      |
| 2011 | Identity on Fire - Pubblicato: 15 febbraio - Etichetta: Fearless Records - Formato: CD, download digitale                           | 98                      | 15                      | 16                      | 26                      |
| 2013 | Rise - Pubblicato: 24 settembre - Etichetta: Tragic Hero Records - Formato: CD, download digitale                                   | 41                      | 4                       | 7                       | 12                      |
| 2015 | ASD - Pubblicato: 9 ottobre - Etichetta: Tragic Hero Records - Formato: CD, download digitale                                       | 59                      | 7                       | 6                       | 6                       |

### Album acustici
| Anno | Titolo |
| ---- | --- |
| 2015 | Rise: Ascension - Pubblicato: 6 gennaio - Etichetta: Tragic Hero Records - Formato: CD, download digitale |

## Extended play
| Anno | Titolo |
| ---- | --- |
| 2007 | She Watched the Sky - Pubblicato: 23 gennaio - Etichetta: Tragic Hero Records - Formato: CD, LP, download digitale |

## Singoli
| Anno | Titolo                            | Album di provenienza |
| ---- | --------------------------------- | -------------------- |
| 2009 | Those Cannons Could Sink a Ship!  | Adelphia             |
| 2011 | XO Skeleton                       | Identity on Fire     |
| 2011 | Too Little Too Late               | Identity on Fire     |
| 2011 | Ex Marks the Spot                 | Identity on Fire     |
| 2012 | Fallen                            | /                    |
| 2013 | Rise                              | Rise                 |
| 2014 | Pendulum - Acoustic               | Rise: Ascension      |
| 2015 | Within These Walls                | /                    |
| 2015 | Bring Me a War                    | ASD                  |
| 2015 | Falling Apart in a (Crow)ded Room | ASD                  |

## Videografia

### Album video
| Anno | Titolo                                                                                       |
| ---- | -------------------------------------------------------------------------------------------- |
| 2008 | Let Go of the Wires - Pubblicato: 9 dicembre - Etichetta: Tragic Hero Records - Formato: DVD |

### Video musicali
| Anno | Titolo                                    | Regista          |
| ---- | ----------------------------------------- | ---------------- |
| 2008 | Drown the City                            | Brianna Campbell |
| 2008 | Wires...and the Concept of Breathing      | Scott Hansen     |
| 2008 | This Isn't the End                        | Robby Starbuck   |
| 2008 | I'm Not a Thief, I'm a Treasure Hunter    | Robby Starbuck   |
| 2008 | Knights of the Round                      | Robby Starbuck   |
| 2008 | All It Takes for Your Dreams to Come True | Color Factory    |
| 2009 | Those Cannons Could Sink a Ship           | Spence Nicholson |
| 2011 | Too Little Too Late                       | Kevin McVey      |
| 2012 | The Cali Buds                             | Dan Fusselman    |
| 2013 | Rise                                      | Dan Fried        |
| 2014 | Crazy                                     | Ernie Gilbert    |
| 2015 | Within These Walls                        | Ernie Gilbert    |
| 2015 | Just Stay (Acoustic)                      | Ernie Gilbert    |
| 2015 | Bring Me a War                            | LakeSide Media   |